# 로카산타마리아
로카산타마리아(이탈리아어: Rocca Santa Maria)는 이탈리아 아브루초주 테라모도에 위치한 코무네다. 그란 사소 에 몬티 델라 국립 공원에 위치해있다.